# 고바야시 준
고바야시 준(일본어: 小林 洵, 1999년 5월 7일~)는 일본의 축구 선수이다.

## 구단 경력
그는 J1리그의 세레소 오사카에 입단했다. 2017년 J3리그의 세레소 오사카 U-23에서 뛰었다. 13경기에 출전하여, 2득점을 넣었다. 2018년부터 2021년까지 간세이 가쿠인 대학에서 활동하였다. 2022년 알비렉스 니가타 싱가포르에 입단했다. 2023년 영 라이온즈 FC로 이적했다. 2025년 J3리그의 고치 유나이티드 SC로 이적했다.